# Francis Rooney

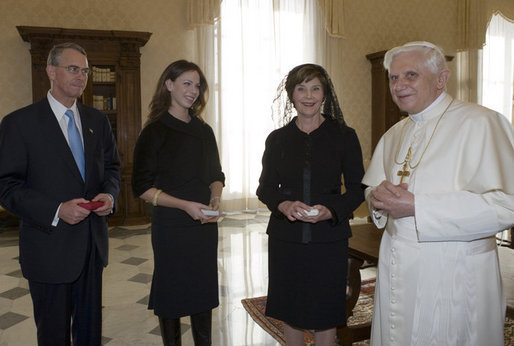
Francis Rooney (links) während einer Audienz bei Papst Benedikt XVI. mit Laura Bush (2. von rechts) und ihrer Tochter Barbara (2006)

Laurence Francis Rooney III (* 4. Dezember 1953 in Tulsa, Oklahoma) ist ein US-amerikanischer Diplomat und Politiker. Vom 3. Januar 2017 bis zum 3. Januar 2021 vertrat er den Bundesstaat Florida im US-Repräsentantenhaus.

## Werdegang
Francis Rooney studierte an der Georgetown University unter anderem Jura. Er wurde aber nicht als Jurist tätig. Stattdessen stieg er in das familieneigene Bauunternehmen Manhattan Construction Company ein. Diese Firma befindet sich schon seit vier Generationen im Besitz seiner Familie und hat in den USA bekannte Bauten, darunter einige Stadien, Universitätsbauten oder das Besucherzentrum im Kapitol in Washington, D.C. errichtet. Seit 2008 ist Rooney nicht nur Mehrheitsanteilhalter, sondern auch Geschäftsführer dieser Firma.
Politisch schloss er sich der Republikanischen Partei an. Zwischen 2005 und 2008 war er als Nachfolger von Jim Nicholson Botschafter der Vereinigten Staaten beim Heiligen Stuhl. Bei den Kongresswahlen des Jahres 2016 wurde Rooney im 19. Wahlbezirk von Florida gegen den Demokraten Robert Neeld in das US-Repräsentantenhaus in Washington gewählt, wo er am 3. Januar 2017 die Nachfolge von Curt Clawson antrat, der nicht mehr kandidiert hatte. 2018 wurde Rooney wiedergewählt; 2020 trat er nicht mehr an.
Mit seiner Frau Kathleen hat Rooney drei inzwischen erwachsene Kinder. Er lebt in Naples im Collier County.